# Vlag van Ambazonië
De nationale vlag van de niet-erkende Federale Republiek van Ambazonië wordt gebruikt door Ambazonese separatisten. De vlag werd oorspronkelijk ontworpen en aangenomen door de Nationale Raad van Zuid-Kameroen in 1999, maar wordt sindsdien algemeen omarmd door Ambazonese afscheidingsbewegingen.

## Ontwerp
De vlag heeft negen horizontale strepen, om en om blauw en wit; een witte duif omringd door 13 gouden sterren op een blauw vierkant veld in kanton.

## Symboliek
Volgens de Bestuursraad van Ambazonië symboliseren de onderdelen van de vlag het volgende:
- Blauw: Democratie, de pluraliteit van het volk en de rechtsstaat, mogelijkheden voor groei en ontwikkeling, en voor geloof in God.
- Wit: Zuiverheid, transparantie, verantwoording in het leven en het bestuur, en intolerantie voor middelmatigheden en corruptie.
- Duif: Principes van God en vrede en rust.
- Groene bladeren gedragen door de duif: Verzekering van goed nieuws, zelfs in stormachtige omstandigheden, waarheid en gerechtigheid, een belofte van vrede, voorspoed, productiviteit en succes.
- 13 sterren: De 13 districten van Ambazonië.
- Goudkleurig: Onschatbare waarde van alle 13 districten, evenwichtige ontwikkeling en gelijkheid tussen de districten.
- De vlucht van de duif: Visionaire focus, hard werken, vrijheid en vrijheid.

## Geschiedenis

? Vlag van het Ambas Bay Protectoraat (1884-1887)
? Vlag van het Keizerlijk Koloniaal Bureau (Duits-Kameroen) (1892-1918)
? Vlag van Brits-Kameroen (Southern Cameroons) (1922-1961)
? Vlag van de Federale Republiek Kameroen (1961-1972)
? Vlag van de Republiek Kameroen (1972-heden)